# Atlantirivulus haraldsiolii
Atlantirivulus haraldsiolii es un pez de agua dulce la familia de los rivulines en el orden de los ciprinodontiformes.

## Morfología
De cuerpo alargado, los machos pueden alcanzar los 5 cm de longitud máxima.

## Distribución geográfica
Se encuentran en ríos de Sudamérica, en las cuencas fluviales de la costa atlántica de Brasil.

## Hábitat
Viven en pequeños cursos de agua entre 20 y 24°C, de comportamiento bentopelágico y no migrador.
No es un pez estacional. Es difícil de mantener cautivo en acuario.